# Vera Leisner
Vera Leisner (Nueva York, 4 de febrero de 1885-Hamburgo, 31 de mayo de 1972) fue una arqueóloga y prehistoriadora, especializada en la cultura megalítica.

Vera Leisner en el dolmen de Melriça, Castelo de Vide (1933-1934)

## Trayectoria
Amanda Vera de la Camp (su nombre de soltera) perteneció a una familia de origen español, que huyendo de las persecuciones religiosas de los Países Bajos se afincó en el siglo XVII en Hamburgo, antes de emigrar en el siglo XIX a Nueva York. Nació en esta ciudad, cuyo padre tenía un negocio de importación, transcurriendo su infancia entre Estados Unidos, Alemania y Japón. Huérfana de madre, cuando su padre volvió a casarse, fue enviada a vivir con sus abuelos en Hamburgo, ingresando en un internado de Eisenach (Turingia) para estudiar Música y Pintura. El 2 de septiembre de 1909 contrajo matrimonio con Georg Klaus Leisner, capitán del Regimiento de Infantería Bávara “König”. Durante la Primera Guerra Mundial, mientras su marido luchaba en el frente, Vera Leisner trabajó como enfermera en un hospital de Múnich.
En 1924, tras un viaje de siete meses por Italia, visitando monumentos y ruinas históricas, los Leisner decidieron dar un giro radical a sus vidas. Vendieron la granja, en la que vivían en Hohenberg an der Eger, y empezaron sus estudios de Prehistoria y Etnología en la Universidad de Múnich, donde se licenciaron en 1927. El prehistoriador y paleontólogo Hugo Obermeier animó a ambos a trabajar sobre la cultura megalítica de la península ibérica, para lo que se matricularon en el Vorgeschichtliche Seminar de la Universidad de Marburgo (1928-1932). Sin embargo, Vera Leisner, a diferencia de su marido, no llegó a doctorarse.  

## Investigación
Los Leisner emplearon siete meses de 1933 viajando por España y Portugal para estudiar la cultura megalítica de la península ibérica, a la que ambos dedicaron toda su vida, salvo durante la guerra civil española, cuando regresaron a Baviera. Desarrollaron un método sistemático de investigación basado en la observación directa, la realización de dibujos y la documentación fotográfica, tareas estas de las que se encargaba ella. En Andalucía recorrieron el valle megalítico del río Gor (Granada) documentando y describiendo un total de 82 dólmenes, además de dejar los primeros registros fotográficos de estas estructuras prehistóricas y un mapa general del territorio. Estas observaciones les permitieron ofrecer nuevos datos sobre los dólmenes de la zona, especialmente en cuanto a tipología constructiva y a distribución espacial.
Perdidas todas sus posesiones en el bombardeo de Múnich de 1943, durante la Segunda Guerra Mundial, la pareja fijó definitivamente su residencia en Portugal con el apoyo del Instituto de Alta Cultura alemán. Dedicados al estudio de la cultura megalítica portuguesa, debieron superar importantes obstáculos visitando todos los monumentos megalíticos conocidos, a los que añadieron los nuevamente descubiertos en sus exploraciones por la geografía lusitana y el sur de España. Con buena parte del material recopilado hasta ese momento publicaron Die Megalithgräber der Iberischen Halbinsel (1943), firmando a partir de entonces todas sus publicaciones de manera conjunta.
Gracias al respaldo de la Sociedad Alemana de Investigación, de la Römisch-Germanische Kommission y del Instituto Arqueológico Alemán de Madrid prepararon el segundo volumen (publicado en 1956), donde la mayor parte de la investigación fue responsabilidad de Vera, dado que su esposo estaba enfermo. Tras enviudar en 1957, Vera Leisner prosiguió documentando monumentos megalíticos de la península ibérica, dedicando un tercer tomo a los de Extremadura (1965) y dejando preparado el cuarto, editado póstumamente en 1998, con importantes aportaciones de su discípula y colaboradora Philine Kalb.

## Legado
A pesar de que Vera Leisner está considerada una de las mujeres pioneras en los estudios arqueológicos de la península ibérica, su obra difícilmente puede diferenciarse de la realizada por Georg Leisner. Partidaria de la tesis del origen occidental y neolítico del megalitismo, publicó con Octavio da Veiga Ferreira en 1963 la primera datación de Carbono 14 de los grandes sepulcros megalíticos portugueses. Ello le permitió confirmar la cronología neolítica frente a las teorías difusionistas que suponían su origen en una colonización desde el Mediterráneo oriental. Estas tesis han conformado la línea de trabajo de los estudios posteriores en este campo, en la cual el corpus de los monumentos megalíticos ha quedado como obra clásica de referencia.
Vera donó todo su archivo a la sede lisboeta del Instituto Arqueológico Alemán. Cuando esta cerró en 1999, todo este patrimonio científico -integrado por 49 500 documentos, cerca de 19 000 escritos y 30 500 dibujos y fotografías- pasó al Estado portugués y hoy está en el Palacio Nacional de Ajuda. Con el soporte de la Fundación Calouste Gulbenkian fue catalogado y digitalizado todo el archivo Leisner, que desde 2013 está accesible en red.

## Premios y reconocimientos
En diciembre de 1960 la Universidad de Friburgo, a propuesta del profesor E. Sangmeister, acordó concederle el título de doctora Honoris Causa por la Facultad de Filosofía, en reconocimiento a toda su trayectoria científica.

## Obra científica
- Leisner, G. y Leisner, V. 1943. Die Megalithgräber der Iberischen Halbinsel. Der Süden (Römisch-germanisch Forschungen, 17), Berlín, Walter de Gruyter.
- Cerdán Márquez, C., Leisner, G. y Leisner, V. 1952. Los sepulcros megalíticos de Huelva. Excavaciones arqueológicas del Plan Nacional 1946. Informes y Memorias. Madrid: Ministerio de Educación Nacional, Comisaria General de Excavaciones Arqueológicas.
- Leisner, G. y Leisner, V. 1956-1959. "Die Megalithgräber der Iberischen Halbinsel. Der Westen". Collection Madrider Forschungen 1: 1 (1956), 2 (1959). Berlín, Walter de Gruyter.
- Leisner, V. 1961. "Innenverzierte Schalen der Kupferzeit auf der Iberischen Halbinsel". Madrider Mitteilungen 2: 11-33.
- Leisner, V. 1965. "Die Megalithgräber der Iberischen Halbinsel. Der Westen 3". Madrider Forschungen 1:3. Berlín: Walter de Gruyter.
- Leisner, V. 1967. "Die verschiedenen Phasen des Neolitikums in Portugal". Palaeohistoria 12: 363-372.
- Leisner, V. y Veiga Ferreira, O. 1963. "Primeiras datas de radiocarbono 14 para a cultura megalitica portuguesa". Revista de Guimarâes 73: 358-366.